# کورنت دو بیس
کورنت دو بیس (به فرانسوی: Cornettes de Bise) یک کوه در فرانسه است که در اوت سووآ واقع شده‌است. کورنت دو بیس ۲٬۴۳۲ متر بالاتر از سطح دریا واقع شده‌است.